# NLX
NLX anciennement NEOLUX LED LIGHTING SOLUTIONS est un fabricant de solutions d'éclairage à base de diodes électroluminescentes. La PME créé en 2007 par Ludovic Labidurie, établie à La Chapelle-Vendômoise dans le département français de Loir-et-Cher, compte une trentaine de salariés avec un chiffre d'affaires de 3,8 millions d'euros en 2013 puis 3,1 millions d'euros en 2014.
Le 27 mars 2017, 10 ans après sa création, NEOLUX  devient NLX et reste le spécialiste de la conception, l’intégration et la commercialisation de solutions d’éclairage LED innovantes à destination des professionnels,.